# Maladie de Canavan
Pour les articles homonymes, voir Canavan.
 Mise en garde médicale
La maladie de Canavan est une maladie neuro-dégénérative débutant vers l'âge de trois à six mois et aboutissant inexorablement en quelques années au décès de l'enfant.
Le nourrisson arrête son développement, une hypotonie survient avec hyper-extension des jambes et une flexion des bras. La perte de la vision s'accompagne d'une augmentation du volume de la tête.
La plupart des personnes atteintes sont originaires de la population juive ashkénaze.

## Sources
- (fr) Orphanet
- (en) Online Mendelian Inheritance in Man, OMIM (TM). Johns Hopkins University, Baltimore, MD. MIM Number:271900
- (en) Reuben Matalon, Canavan Disease In GeneTests: Medical Genetics Information Resource (database online). Copyright, University of Washington, Seattle. 1993-2005